# 엘누르 휘세이노프
엘누르 휘세이노프(Elnur Hüseynov, 1987년 3월 3일 ~ )는 투르크메니스탄 출신 아제르바이잔의 가수이다. 유로비전 송 콘테스트 2008, 2015에서 아제르바이잔 대표로 참가했다.

## 같이 보기
- 아제르바이잔의 유로비전 송 콘테스트 참가